# Mitsumasa Yonai
Mitsumasa Yonai (2 de Março de 1880 — 20 de Abril de 1948) foi um oficial naval e político do Japão. Ocupou o lugar de primeiro-ministro do Japão de 15 de janeiro a 21 de julho de 1940. Como almirante, foi chefe da marinha imperial de 1937 a 1939 e novamente de 1944 a 1945.